# Laguna Hojas
A Laguna Hojas é um lago localizado na Guatemala. Localiza-se no departamento de Jalapa, município de Moyuta.